# Vladimirci
Vladimirci (in serbo Владимирци?) è una città e una municipalità del distretto di Mačva nel nord della Serbia centrale.